# Isaki Lacuesta
Isaki Lacuesta   (Girona, 1975) és un director de cinema i guionista gironí que en la seva producció engloba tant el documental com la ficció o les videoinstalacions. Compagina el cinema amb la docència.

## Obres

### Llargmetratges
- 2002: Cravan vs Cravan (documental sobre Arthur Cravan)
- 2006: La leyenda del tiempo
- 2009: Los condenados
- 2010: La noche que no acaba
- 2011: El quadern de fang
- 2011: Els passos dobles (Conquilla d'Or a la millor pel·lícula al Festival Internacional de Cinema de Sant Sebastià)
- 2015: Murieron por encima de sus posibilidades
- 2016: La propera pell
- 2018: Entre dos aguas (Conquilla d'Or a la millor pel·lícula al Festival Internacional de Cinema de Sant Sebastià,[2] Millor pel·lícula en llengua no catalana i direcció als Premis Gaudí de 2019)
- 2022: Un año, una noche (Premi del Jurat Ecumènic a la Berlinale i Premi Goya al millor guió adaptat)
- 2024: Segundo premio (sobre Los Planetas. Premis a la millor pel·lícula, direcció i muntatge al Festival de Cine de Màlaga)

### Guions
- 2008: Garbo, l'espia, en col·laboració amb María Hervera i Edmond Roch (Gaudí al millor guió als Premis Gaudí de 2010)

## Premis

### Premis Gaudí
| Any  | Categoria                                | Pel·lícula                                   | Resultat  |
| ---- | ---------------------------------------- | -------------------------------------------- | --------- |
| 2010 | Millor pel·lícula documental             | Garbo, l'espia (L'home que va salvar el món) | Guanyador |
| 2010 | Millor guió                              | Garbo, l'espia (L'home que va salvar el món) | Guanyador |
| 2010 | Millor pel·lícula en llengua no catalana | Els condemnats                               | Guanyador |
| 2016 | Millor pel·lícula en llengua no catalana | Els passos dobles                            | Nominat   |
| 2017 | Millor pel·lícula                        | La propera pell                              | Guanyador |
| 2017 | Millor direcció                          | La propera pell                              | Nominat   |
| 2017 | Millor guió                              | La propera pell                              | Guanyador |
| 2019 | Millor pel·lícula en llengua no catalana | Entre dos aguas                              | Guanyador |
| 2019 | Millor direcció                          | Entre dos aguas                              | Guanyador |
| 2019 | Millor guió                              | Entre dos aguas                              | Nominat   |
| 2023 | Millor pel·lícula en llengua no catalana | Un año, una noche                            | Nominat   |
| 2023 | Millor guió                              | Un año, una noche                            | Nominat   |
| 2023 | Millor guió adaptat                      | Un año, una noche                            | Guanyador |
| 2025 | Millor pel·lícula en llengua no catalana | Segundo premio                               | Pendent   |
| 2025 | Millor direcció                          | Segundo premio                               | Pendent   |
| 2025 | Millor guió original                     | Segundo premio                               | Pendent   |

### Premis Goya
| Any  | Categoria           | Pel·lícula        | Resultat  |
| ---- | ------------------- | ----------------- | --------- |
| 2019 | Millor direcció     | Entre dos aguas   | Nominat   |
| 2023 | Millor guió adaptat | Un año, una noche | Guanyador |